# 通天咖啡馆

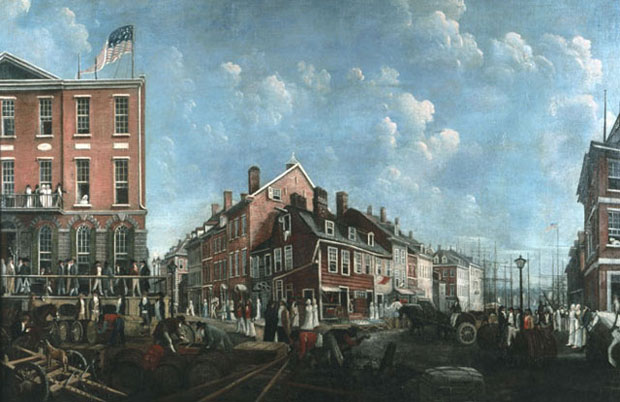
一张由弗朗西斯·盖伊 （1760-1820）1797年在亚麻画布上绘制的油画。 屋顶插着美国国旗的就是通天咖啡馆。斜对面（东南角，最右边） 的建筑物是“商人咖啡馆”，梧桐树协议的股票经纪人和其他人在通天咖啡馆建成之前在此处进行交易。 右边是华尔街，通往纽约东河 。

通天咖啡馆（又译唐提咖啡馆）建立于1793年初，是位于纽约的一座咖啡屋，坐落在华尔街和水街交叉路口的西北角。它由一批股票经纪人建立，作为会议和交易场所。它被组织为通天（一种投资计划），由每股股本200英镑，共计203股的资本金注资成立。 1792年5月17日，纽约金融业界签署了基于“仅在签订者之间交易”等原则的《梧桐树协议》，随后在咖啡馆开始进行会议和交易。

## 历史
在通天咖啡馆的鼎盛时期，它是纽约市最繁忙的股票和其他商品买卖中心之一，用于商业交易和讨论，以及政治交易。作为一个有综合俱乐部和会议室双重功能的咖啡馆，经常举办拍卖会、宴会和舞会等活动。下班后，他们进行赌博和证券交易——这些交易当时被认为并非正人君子所为之事。咖啡馆还为船舶货物登记和奴隶贸易提供了场所。通天咖啡馆被认为是不分阶级的，来自社会各阶层的人们都能到这里聚会，共同从事许多民事和经济事务。
英国旅行家约翰·兰伯特在1807年这样写道:
“通天咖啡馆里挤满了承销商、经纪人、商人、政客、销售、购买、贩卖、保险的人;有些人在看书，有些人在急切地打听消息……咖啡馆的台阶和阳台上挤满了出价的人，或者听着几位拍卖商的叫价。用洪亮的声音喊道:“一次，两次。一次,两次。”“一分钱。”“谢谢你们的绅士。”……咖啡馆的滑轨、墙角和珍珠街都塞满了手推车、手推车和手推车……一切都在运转;一切都是生活、忙碌和活动……”
在通天的咖啡馆政治示威和暴力行为并不少见 。在法国大革命中，同情英国和同情法国的人们几乎每天都发生斗殴 。
一个佚名观察员写道：
“每当两三个人聚在一起的时候，就会有一场争吵，他们就会挤在一起，因此就会发生其他的争吵。”
有一次，法国革命者和坦慕尼大厅运动的支持者爬上咖啡馆，在屋顶上放了一顶法兰西自由帽。几家纽约出版物提到了这一事件，特别是那些倾向雅各賓派或倾向民主党和共和党的报纸，对肇事者表示欢迎，并鼓励通天的所有者让这顶帽子保留在咖啡馆上。
此外，一位名叫亚历山大·安德森的旁观者在1793年6月11日的日记中描述了辉格党和托利党在通天咖啡馆的冲突:
[L]昨天晚上，辉格党和托利党之间的顿廷咖啡馆发生了一场斗殴。
1793年12月，纽约的哥伦比亚报纸抱怨说，现在“只有同一党派的人”才会在通天咖啡馆内交往。
通天咖啡馆的生意一直持续到1817年。它的贸易程序的发展影响了纽约证券交易所(NYSEB)的成立，因此需要一个更大的场所。纽约证券交易所被认为是当今世界最大的证券交易所纽约证券交易所的前身。1826年，约翰•莫尔斯(John Morse)把通天咖啡馆改造成了一家酒馆，1832年，洛夫乔伊&贝尔彻(Lovejoy & Belcher)把它改造成了一家酒店。它在1835年的大火中幸存下来，20年后被拆除。